# 足跡中心
鳳凰城球場（英語：PHX Arena），是位於美國亞利桑那州鳳凰城的一座綜合體育館，1992年啟用，現主要作為NBA鳳凰城太陽隊與WNBA鳳凰城水星主場使用。

## 球館冠名權
鳳凰城太陽球館的冠名權在1990年1月售予美西航空，該公司總部位於坦佩，球館並以「美西航空球館」作為名稱直至2006年。2005年，美西航空與全美航空合併，球館遂更名「全美航空中心」，是該公司擁有冠名權的第二個體育館（第一個為位於馬里蘭州的美航球館，現已拆除）。
2014年12月2日，太陽宣布托金斯迪克度假酒店取得球館冠名權，2015-16球季球館將更名為「托金斯迪克度假酒店球館」，更名作業則在2015年9月完成。
受到2019冠狀病毒病疫情影響，冠名協議展延的進度停滯。2020年11月6日，由於協議到期，托金斯迪克度假酒店宣布終止冠名，在新合約達成前，球館恢復其初始名稱「鳳凰城太陽球館」。
2021年7月16日，太陽與材料科學公司Footprint達成球館冠名協議，球館亦易名為「足跡中心」，雙方協議細節並未揭露。
2025年2月18日，太陽確認不再以Footprint冠名，Footprint依舊持續贊助球團。在新合約達成前，球館再恢復其初始名稱「鳳凰城太陽球館」。

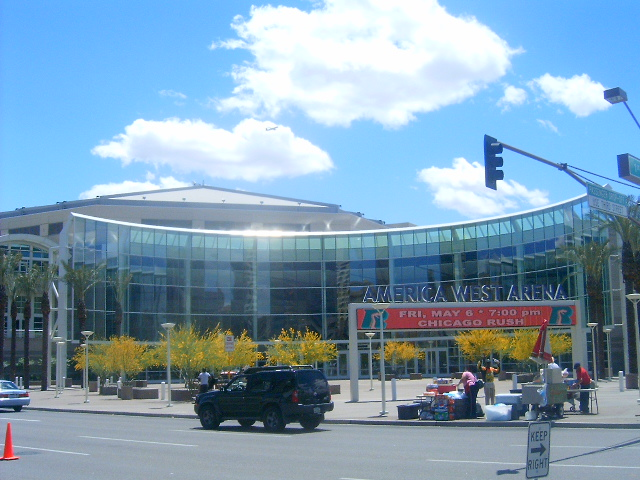
美西航空球館（攝於2005年4月）
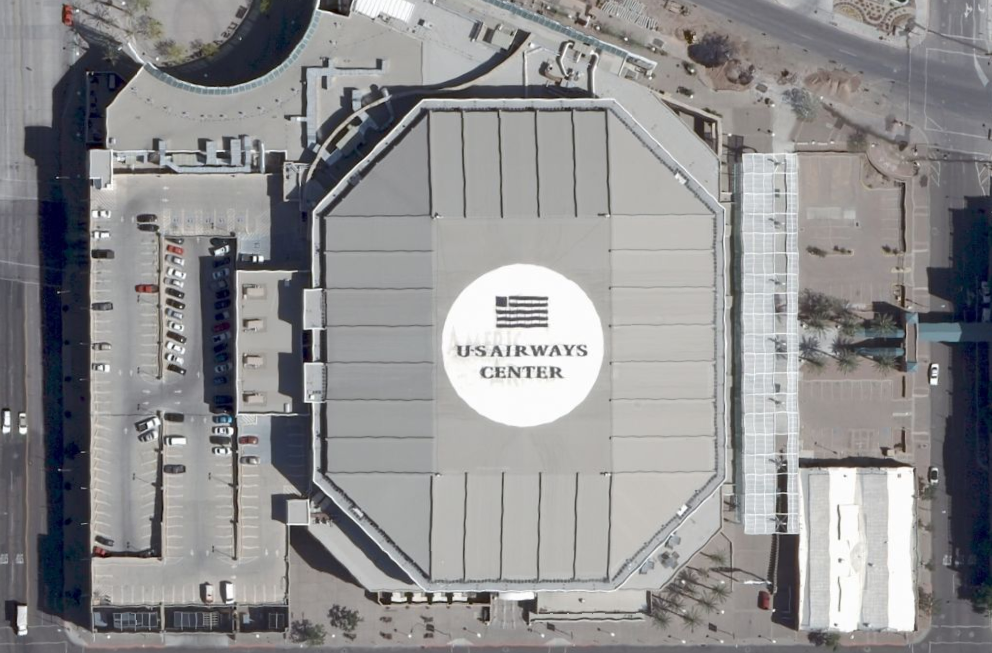
鳥瞰全美航空中心（攝於2015年）
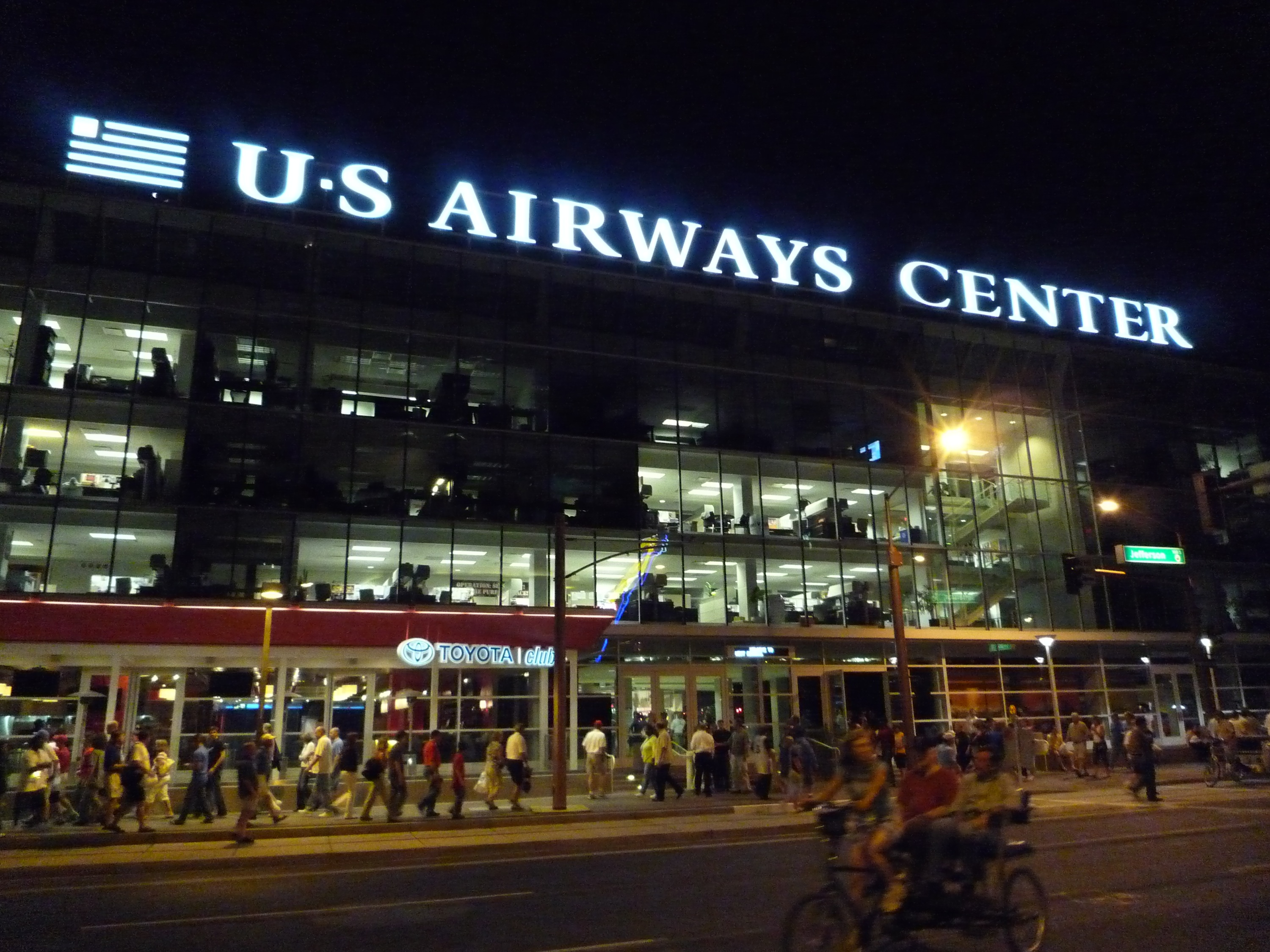
全美航空中心

## 活動
足跡中心曾經舉辦兩次NBA明星賽（1995、2009）。